# Дијагностички радиофармацеутици
Дијагностички радиофармацеутици су радиоактивни елементи или једињења намењена хуманој примени, која за разлику од терапијских радиофармацеутика не поседују фармаколошко дејство и не подлежу метаболичким променама. Радиоактивни препарати за ову намену садрже једињења или биолошке елементе обележене јако малим количинама радионуклида (атома хемијског елемента са нестабилним језгром који из њега емитују вишак енергије).
Дијагностички радиофармацеутици чине 95% радиоактивних једињења, која се користе у нуклеарној медицини, У 80% случајева, користе се обележена једињења, или гама емитери са краћим временом полураспада, и то: техницијум-99m ( међу којима су најзначајнији 99Tc (T1/2=2,5·105 GOD) и његов нестабилни изомер 99mTc (T1/2=6,03h)) и јод-123.
Главни захтев за квалитетан радиофармацеутик који се користи у дијагностици је да се селективно скупља у испитиван органу, и да уз што мању дозу зрачења по пацијента и здравствено особље, омогући добијање што више корисних информација. Брзина накупљања и елиминације и биодистрибуција радиофармацеутика одраз је стања нормалних физиолошких и патолошких функција у организму испитиване особе.

## Историја
Употреба супстанци означених као  радиоизотопима је од великог значаја у биологији од открића радиоактивности , јер је омогућила напредак у основним наукама које су у основи медицине. Међутим, ефикасна употреба радиофармацеутика у клиничкој медицини била је могућа тек након три велика напретка која су се догодила средином двадесетог века:
- Након доступности нуклеарних реактора који су омогућавали производњу радиоизотопа, што се догодило након Другог светског рата.
- Након развој сцинтилационе камере ( гама камера ) од стране Хала Ангера касних 1950-их.
- Након еволуција генератора радиоизотопа, посебно генератора технецијум-99м.

## Радиофармацеутици
Радиофармацеутици су радиоактивни једињења која се користе за дијагнозу или терапију појединих болести. Састоје се из две компоненте радионуклеида и фармацеутика.
Радионуклеид
- Радиоактивни елемент - 133Xe
- Обележена једињења - јодовани протеини и обележена једињења 131I (радиоизотоп јода), 99mTc (радиозитоп техницијума), 18F[8] (енгл. Fludeoxyglucose F 18 Injection - FDG).

Фармацеутик
У радифармацеутском препарату фармацеутици могу бити: протени, неорганска и органска једињења...
Радиофармацеутици се у дијагностици користе за визуелизацију органа у коме се накупљају, уз помоћ екстерног средства (гама камере) и као трасери у техникама за мерење физиолошких параметара (нпр гломеруларне филтрације бубрега).
Подела радиофармацеутика према нуклеарним техникама
- Радиофармацеутици обележени гама емитерима за SPECT (емисиона компјутеризована томографија појединачним фотонима)
- Радиофармацеутици обележени позитронским елементима за PET (позитронска емисиона томографија)

Подела радиофармацеутика према фармацеутском облику
- Прави раствори (колоиди, суспензије, капсуле итд)
- Радиоактивни гасови

Подела радиофармацеутика према начину уноса у организам
- Перорални
- Интравенски (најчешће)
- Субкутани
- Инхалациони

## Начин производње
Радиоизотопи су радиоактивни изотопи, тј. изотопи са нестабилним језгром које тежи да постигне стабилнију конфигурацију добијајући или губећи јединицу електричног набоја и ослобанајући вишак енергије емисијом радијације.
У употреби постоје вештачки и природни изотопи чије атомско језгра нису стабилне, него се распадају. Продукти распада, честице и зрачења, оштећују непосредно околни материјал.
Вештачки радиоизотопи стварају се бомбардовањем стабилних језгара пројектилима: протонима, неутронима и алфа-честицама, што доводи до њихове трансформације у нестабилне структуре. Сви радиоизотопи који имају примену у нуклеарној медицини су вештачки произведени изотопи. Главни извори радиоактивних изотопа су процеси у нуклеарном реактору (нуклеарна фисија), циклотрону (примарни) и радионуклеидним генераторима (секундарни).
Изотопи су се, кроз историју, најпре стварали у нуклеарним реакцијама (у реакторима), а данас се за то све више употребљавају реакције у циклотронима. У њима се лако стварају краткоживући изотопи посебно емитери погодни за сцинтиграфију и компјутеризовану томографију.
Данас се најчеш ће у близини болничког центра опремају мали (компактни) циклотрони, па кратко време транспорта до места примене омогућује да се краткоживући изотопи могу успешно користити.
Лоше и добре стране производња изотопа у циклотронима су; скупа призводња и много већа ефикасност.

### Радиоизотопи који се уобичајено користе
- 99mTc (T1/2 = 6,02h; E γ = 140KeV)[11]
- 67Ga (T1/2 = 78 h; E γ = 93KeV, 185KeV, 300KeV) агенс за детекцију тумора (галијум-цитрат)
- 123I (T1/2 = 13h; E γ = 159KeV); може заменити 131I (T1/2 = 6 d; E γ = 364KeV)
- 81mKr (T1/2 = 13s; E γ = 190KeV), гас врло кратког полуживота, за испитивање плућне вентилације

Изотопи јода
- 123I (T1/2 13h E=159 keV), само за дијагностику
- 125I (T1/2 60 dana E=35 keV) (RIA)
- 131I (T1/2 8 dana E=364 keV), за дијагностику и терапију

У дијагностичке сврхе користи се 95%, а у терапијске 5% радиоактивних једињења.
Карактеристике
- Радиофармацеутици који се примељују у дијагностичке сврхе немају фармаколошко дејство.
- У организам се уносе у веома малим количинама (у траговима).
- У хуманој медицини примењују се радиофармацеутици који по начину припремања и квалитету (чистоћа, стерилност, апирогеност...) одговарају осталим фармацеутским производима (лековима).

## Начин примене
Пацијенту се у току сцинтиграфије, ПЕТ, МРТ радиофармацеути даје, обично венским путем па се након неког времена, колико је потребно за његову расподелу по телу, врши снимање. Процески који су одговорни за накуљање-расподелу радиофармацеутика су:
- Активни транспорт (нпр јода у тироидној жлезди)
- Антиген-антитело реакције
- Фагоцитоза (нпр јетре, слезине, коштана сржи)
- Капиларна блокада (нпр стање прокрвљености, плућа, срца, мозга)

Снимање се обавља посебним уређајем који прати просторну и временску расподелу радиофармацеутика у телу/органу и на тај начин, добија се слика одређеног органа или органског система где се радиофармацеутик накупио.
Многи радиофармацеутици инкорпорирају радиоактивно маркирајући атом у већи фармацеутски активан молекул, који се локализује у телу, и након тога радионуклидни маркер се може лако детектовати гама камерама или уређајима за гама снимање. Тај тип употребе је завистан од хемијских и биолошких својстава самог радиоизотопа.
Највећи број радиофармацеутика је базиран на:
- Техницијуму-99m (Tc-99m) који поседује бројна корисна својства као гама-емитујући нуклид. Више од тридесет препарата има Tc-99m основу.[14] Они се користе за снимање и функционална испитивања мозга, срчаног мишића, штитне жлезде, плућа, јетре, жучне кесе, бубрега, коштаног система, крви и тумора.
- Флудезоксиглукози (флуору, 18F) инкорпорираном у дезоксиглукозу.
- Радиоизотопима галијума-67, галијума-68 и радиојодида, који се директно користе као растворне јонске соли без даљих модификација.

## Дијагностичка примена радиофармацеутика
| Органски систем         | Врсте и начин извођења |
| ----------------------- | --- |
| Кардиоваскуларни систем | - Перфузиона дијагностика срчаног мишића (болест коронарних артерија, хипертрофија срчаног зида, дилатација шупљине коморе) - Дијагностика инфаркта миокарда. |
| Респираторни систем     | - Перфузиона дијагностика плућа - Дијагностика вентилације плућа (плућна емболија, опструктивне болести плућа, карцином бронха, саркоидоза) |
| Ендокрини систем        | - Дијагностика функција штитасте жлезде (одређивање функционалног статуса нодуса, диференцијална дијагноза цервикалних и медијастинумских маса, метастазе карцинома штитасте жлезде, резидуално ткиво после тиреоидектомија) - Дијагностика коре надбубрежних жлезда (аденом, карцином) - Дијагностикасржи надбубрежних жлезда (феохромоцитом, метастазе) - Дијагностика паратиреоидних жлезда (аденом, диференцијална дијагноза цервикалних тумора) |
| Мокраћнополни систем    | - Динамска дијагностика бубрега (испитивање васкуларизације, процена паренхимне функције, одређивање брзине дренаже урина и праћење функцијског стања пресађеног бубрега), - Перфузиона дијагностика бубрега (васкуларне болести бубрега, хемодинамика пресађеног бубрега и детекција хируршких компликација насталих на крвно-судовном систему), - Статичка дијагностика бубрега (аномалије, таруматска озледа, инфаркт бубрега, пијелонефритична измењеност бубрега, рано откривање паренхимних лезија), - дијагностика скротума (диференцирање акутне торзије од акутног епидидимитиса). |
| Скелетни систем         | - Дијагностика костију (метастазе, примарни тумор, васкуларне болести, инфламаторне болести, метаболичке болести, траума, болести зглобова). - Дијагностика коштане сржи (диференцијална дијагноза мијелопролиферативних болести, капацитет хематопоезе). |
| Централни нервни систем | - Стандардна дијагностика мозга (примарни тумори, метастазе, инфаркт, апсцес, хематом), - Перфузиона дијагностика мозга (цереброваскуларне болести, деменције, епилепсија, траума, болести екстрапирамидног система). |
| Јетра и слезина         | - Хепатобилијарна дијагностика (акутни холециститис, диференцијална дијагноза жутице, траума билијарног система, аномалије јетре, постоперативно испитивање) - Дијагностика крвног простора јетре (хемангиом) - Дијагностика слезине (неоплазме, инфаркт, хипоплазија, аномалије, цисте и др). |
| Онкологија              | - Стандарна дијагностика (тумора различитих локација). - Лимфосцинтиграфија (проширеност карцинома у регионалним лимфним жлездама). |